# Absolute Music 10
Absolute Music 10 er en kompilation i serien Absolute Music udgivet den 29. november 1995. Albummet har solgt til 4-dobbelt platin, og er dermed det bedst sælgende album i serien sammen med Absolute Music 7.
Albummet blev dels udgivet i en normal og i en unik nummereret version. Nogle af sangene på Absolute Music 10 udkom senere på The Best Of Absolute Music 10-11-12.

## Spor
1. Queen – "Heaven For Everyone"
2. Cher – "Walking In Memphis"
3. Blur – "Country House"
4. Caroline Henderson – "Made In Europe"
5. Jamie Walters – "Why"
6. Tina Turner – "GoldenEye"
7. Sin With Sebastian – "Shut Up (And Sleep With Me)"
8. Shaggy – "Boombastic"
9. TLC – "Waterfalls"
10. Me - She & Her – "I Count The Minutes"
11. Paula Abdul – "Crazy Cool"
12. Diana Ross – "Take Me Higher"
13. Dana Dawson – "3 Is Family"
14. Simply Red – "Fairground"
15. Take That – "Never Forget"
16. Alannah Myles – "Family Secret"
17. Meat Loaf – "I'd Lie For You"
18. Vaya Con Dios – "Don't Break My Heart"